# Amfiteatr w Łazienkach Królewskich
Amfiteatr w  Łazienkach Królewskich – teatr znajdujący się w parku Łazienkowskim w Warszawie w pobliżu pałacu Na Wyspie.

## Opis
Obiekt powstał w 1785 jako amfiteatr ziemny. Kamienną postać zyskał w 1790 roku, przebudowany według projektu Jana Chrystiana Kamsetzera. Teatr składa się z dwóch części, widowni i sceny, przedzielonych wypełnionym wodą kanałem. Może pomieścić 950 widzów.
Amfiteatr był wzorowany na teatrze w Herkulanum. Półkolista widownia oparta jest na arkadach. Wieńczy ją rząd kamiennych rzeźb przedstawiających szesnastu dramaturgów: Ajschylosa, Eurypidesa, Sofoklesa, Arystofanesa, Menandra, Plauta, Terencjusza, Senekę, Szekspira, Calderona, Racine'a, Moliera, Metastasia, Lessinga i dwóch Polaków: Niemcewicza i Trembeckiego, którzy wyjątkowo swoich wizerunków doczekali się za życia. Scena, położona na sztucznej wyspie otoczona jest sztucznymi ruinami, wzorowanymi na architekturze Forum Romanum, stanowiącymi przykład sentymentalnego stylu końca XVIII wieku. Po lewej stronie za sceną ukryty jest parterowy pawilonik mieszczący garderoby aktorów. Między sceną, a kanałem znajduje się miejsce dla orkiestry. Fosa także była używana w czasie spektakli. Świadczy o tym akwarela Jana Piotra Norblina przedstawiająca wystawienie baletu „Kleopatra” w 1791 roku. Po bokach sceny ustawiono rzeźby o tematyce mitologicznej. 
Przez kilka lat po tym, jak w 1817 Łazienki przeszły na własność cara Aleksandra I, w amfiteatrze nie wystawiano sztuk. Budowla nie była w tamtym czasie konserwowana i jej stan techniczny stopniowo pogarszał się. Gdy w 1822 roku administrację objął dyrektor Ludwik Osiński, zaczęto dawać pierwsze przedstawienia. Mimo braku wygód goście chętnie przychodzili do teatru oglądać spektakle. W 1830, na przedstawieniu opery „Biała dama” było tam około 900 osób. 
W 1916 roku amfiteatr przeszedł na własność miasta, a w 1926 został dokładnie wyremontowany. Zamieniono też oryginalne XVIII w. rzeźby na ich wierne kopie. 
Jak większość budynków w Łazienkach, amfiteatr nie został zniszczony w czasie II wojny światowej. Podczas okupacji kilkakrotnie wystawiano w nim sztuki dla ludności niemieckiej.
W 2015 zakończył się remont obiektu, będący częścią większych prac renowacyjnych prowadzonych w Łazienkach. Odnowiono wtedy widownię z dekoracją rzeźbiarską oraz zmodernizowano scenę z garderobami.

## Galeria

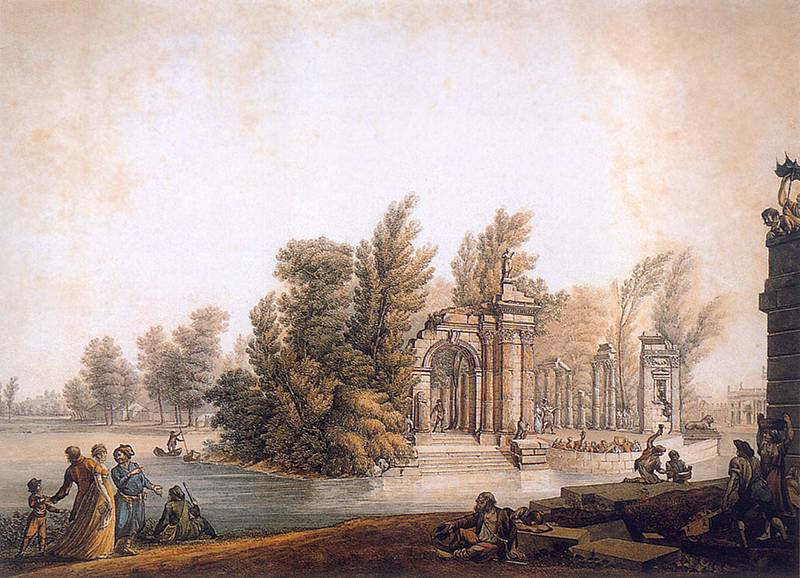
Amfiteatr na akwareli Zygmunta Vogla
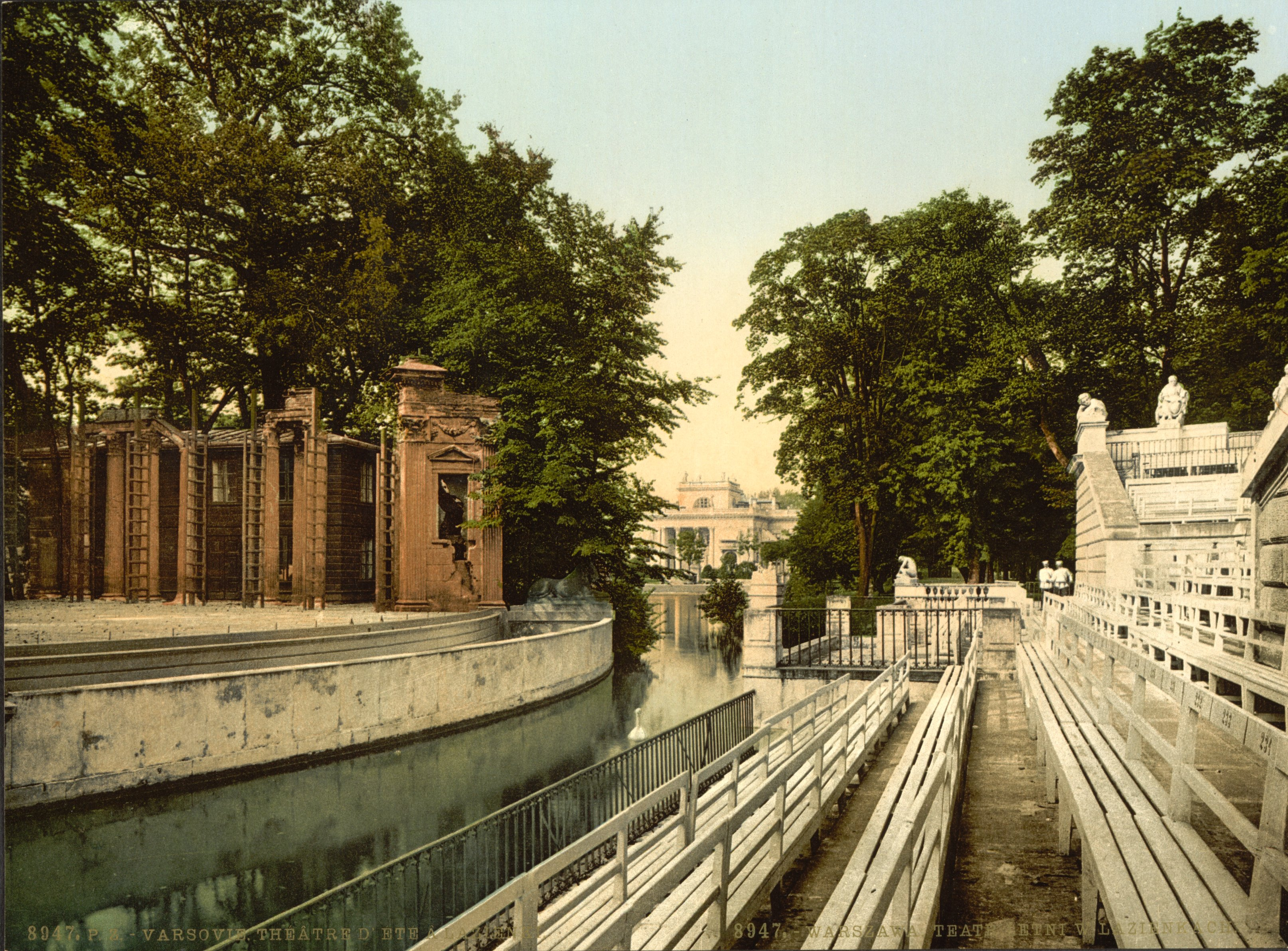
Amfiteatr ok. 1900
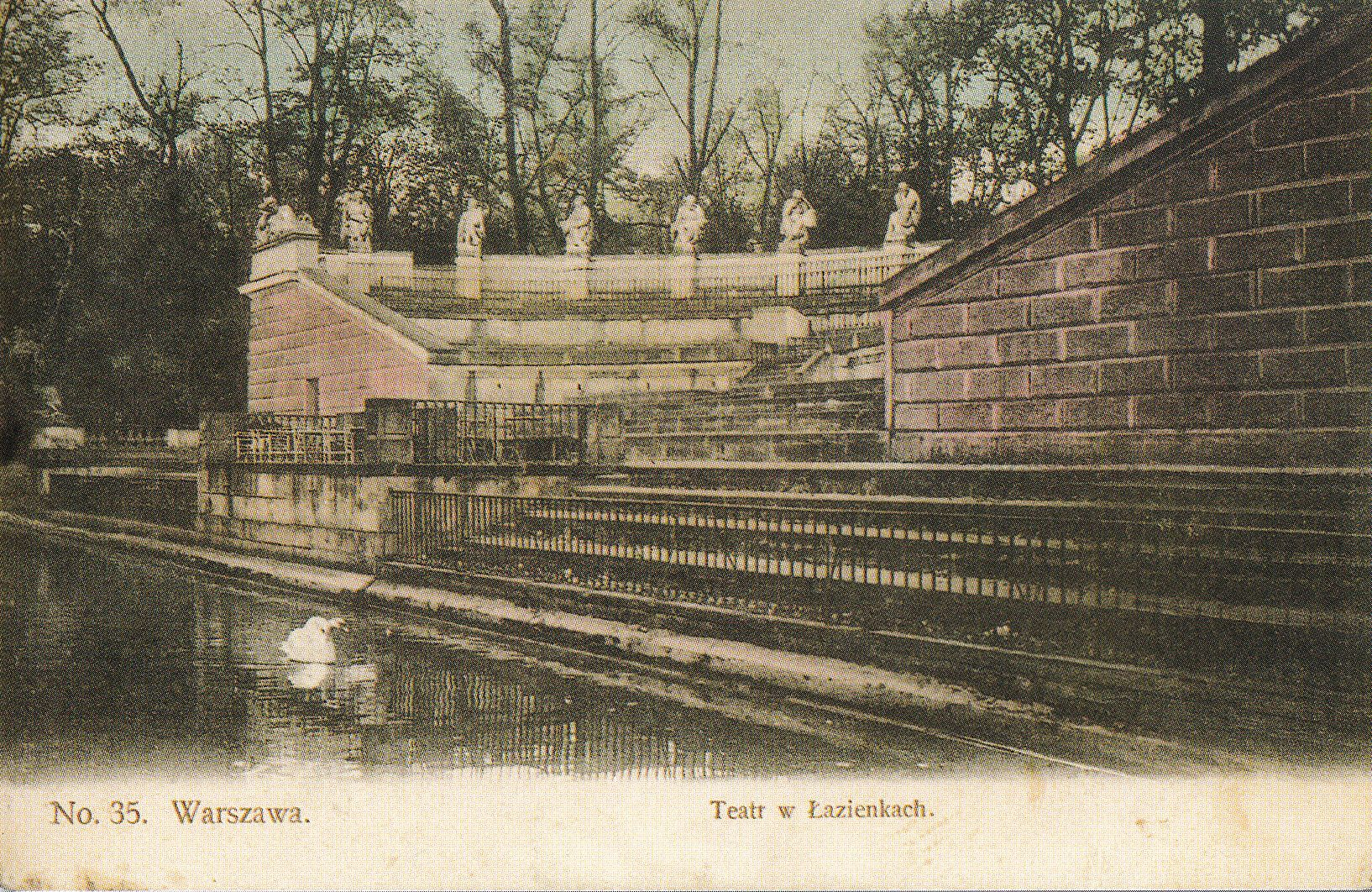
Widownia ok. 1908